# Vulpes vulpes montana
Vulpes vulpes montana es una subespecie de  mamíferos carnívoros  de la familia Canidae.

## Distribución geográfica
Se encuentra en el Himalaya.